# Ovečij
Ovečij (in russo Овечий; in finlandese Lammassaari) è una delle isole russe che si trova al confine finlandese nel golfo di Finlandia, nelle acque del mar Baltico. Amministrativamente fa parte del Vyborgskij rajon dell'oblast' di Leningrado, nel Circondario federale nordoccidentale.
Ovečij si trova  50 m a nord di Verchnij e 100 m a sud di Požog (Пожог). Poco più distante, a sud di Ovečij è situata Malyj Pograničnyj.
Sull'isola, fino al 1940, vi era una parte dell'insediamento di Martinsari, il cui centro era su Malyj Pograničny (isola che si chiamava in finlandese Martinsaari). Altre parti dello stesso insediamento erano su Tvërdyj, Verchnij e Vanhasaari (quest'ultima fa ora parte della Finlandia).